# Cecilia van Zweden (1540-1627)

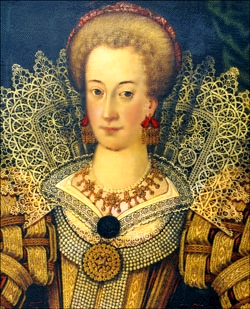
Portret dat waarschijnlijk Cecilia van Zweden voorstelt.

Cecilia van Zweden (Stockholm, 16 november 1540 - Brussel, 27 januari 1627) was prinses van Zweden en van 1564 tot 1575 markgravin van Baden-Rodemachern. Ze behoorde tot het huis Wasa.

## Levensloop
Cecilia was een dochter van koning Gustaaf I van Zweden en diens tweede echtgenote Margaretha Leijonhufvud. Als kind had ze een broze gezondheid en was ze vaak ziek, maar Cecilia groeide al snel uit tot een ravissante schoonheid met een grote levenslust. Ze had een bewogen leven en veroorzaakte meerdere schandalen, waardoor ze beschouwd werd als het zwarte schaap van haar familie. Binnen het huis Wasa waren er latente spanningen, omdat de zoon van haar vader uit zijn eerste huwelijk, Erik zich benadeeld voelde tegenover Cecilia's broer Johan.
Er werden meerdere huwelijksonderhandelingen ondernomen voor Cecilia, maar dit werd ondermijnd door de schandalen die ze veroorzaakte.
Tijdens de huwelijksnacht van haar zus Catharina en graaf Edzard II van Oost-Friesland werd ze namelijk in compromitterende omstandigheden betrapt met Edzards broer Johan door vertrouwelingen van haar halfbroer Erik. Erik trok zich niets aan van de reputatie en de eer van zijn halfbroer en maakte de affaire officieel bekend om zijn vader te kwetsen. Dit veroorzaakte een groot schandaal dat voor veel opzien zorgde binnen de Europese adel. Nadat Johan van Oost-Friesland met Cecilia weigerde te huwen, werd hij voor een jaar in de gevangenis gegooid en volgens sommige bronnen zelfs gecastreerd. In 1563 veroorzaakte Cecilia een nieuw schandaal, toen ze door haar halfbroer Erik betrapt werd toen ze een nachtfeestje hield in haar privévertrekken. Dit zorgde ervoor dat Erik een nieuw protocol van bewegingsvrijheid aan het hof uitvaardigde.
Ondanks het opzien dat deze schandalen veroorzaakten, bleef Cecilia van een bepaald deel van de hoge adel aandacht krijgen. In 1561 verloofde ze zich met de Poolse gezant, graaf Johann von Tenczin, maar deze verloving werd onder druk van koning Sigismund II August van Polen weer verbroken. In 1564 huwde ze met markgraaf Christoffel II van Baden-Rodemachern, die als officier in het Zweedse leger diende.
Kort na het huwelijk van Cecilia en Christoffel werden ze door haar halfbroer Erik XIV ervan verdacht samen te zweren met haar opgesloten broer Johan, nadat ze enkele keren voor zijn vrijlating ijverde. Het jonge echtpaar werd uit Zweden verbannen en ging vervolgens naar Londen, waar hun oudste zoon Eduard Fortunatus werd geboren. In Engeland verspilde Cecilia dusdanig veel geld dat ze in 1565 samen met haar echtgenoot een poging deed om te vluchten van haar schuldeisers. De twee werden echter in Dover tegengehouden. Cecilia moest een groot deel van haar juwelen en garderobe afstaan en ze kon pas Engeland samen met haar echtgenoot verlaten toen koningin Elizabeth I van Engeland tussenkwam. Op dat moment was Cecilia opnieuw zwanger. Toen ze uiteindelijk aankwam in Baden-Rodemachern, werd haar tweede zoon Christoffel Gustaaf gehandicapt geboren. Haar schuldeisers heeft ze dit gedurende de rest van haar leven verweten.
Toen in 1568 de Tachtigjarige Oorlog begon, werden de Luxemburgse bezittingen van het markgraafschap Baden-Rodemachern door de Spaanse troepen onder leiding van de hertog van Alba aangevallen. Cecilia en Christoffel voelden zich hierdoor erg bedreigd. In 1571 keerden ze terug naar Zweden, waar haar broer Johan III inmiddels koning was geworden. Begin 1572 keerde haar echtgenoot terug naar Baden-Rodemachern en bleef Cecilia in Zweden. Cecilia zou haar echtgenoot tot aan zijn dood in 1575 niet meer terugzien.
Cecilia werd aangesteld als gravin van Arboga. Om haar fortuin uit te breiden, hief Cecilia hoge belastingen, hield ze bezig met mijnbouw en handel en onderhield ze zelfs een piratenvloot om buitenlandse schepen te plunderen. Na de dood van haar echtgenoot in 1575 bekeerde Cecilia zich tot het katholicisme, vermoedelijk omdat ze door de katholieke Spaanse troepen bezette gebieden in Lotharingen voor haar zoons wilde vrijwaren. Ook weigerde ze het testament van haar echtgenoot Christoffel te aanvaarden waarin hij zijn broer, hertog Karel II van Baden-Durlach, aanstelde tot regent van zijn zoons en wilde ze zelf de macht grijpen in Baden-Rodemachern. Door haar bekering tot het katholicisme kon ze gemakkelijker bondgenoten vinden tegen de protestantse heersers van Baden-Durlach. Haar religiewissel betekende hierdoor een diepe twist tussen de linies van het huis Baden.
Na de dood van haar echtgenoot stelde koningin Elizabeth I van Engeland haar voor om te trouwen met haar adviseur Robert Dudley, maar Cecilia kreeg het advies om dit niet te doen. In 1578 kreeg Cecilia van de Spaanse ambassadeur in Zweden Francisco de Eraso het aanbod om haar piratenvloot aan de Spaanse koning aan te bieden in ruil voor de post van gouverneur van Luxemburg of van een andere Spaanse provincie. Omdat de Spaanse ambassadeur haar vaak bezocht, vermoedde haar broer Johan dat ze tegen hem samenzwoer. Toen Cecilia op een nacht incognito het huis van Francisco de Eraso in Stockholm bezocht, werd ze gearresteerd. In 1579 verliet ze Zweden en keerde ze terug naar Rodemachern, waar ze beviel van hun gemeenschappelijke dochter Caritas, die ze achterliet in een klooster.
Vanaf haar terugkeer in Rodemachern liet ze haar zoons onderwijzen bij de Jezuïeten en begon ze de landerijen van Baden-Rodemachern als katholiek te regeren. Ze was vaak aanwezig bij vergaderingen van de keizer van het Heilige Roomse Rijk, ontmoette de paus bij verschillende gelegenheden en reisde tussen de katholieke hoven in Europa. In 1594 werd ze er door protestantse propaganda ervan beschuldigd in Brussel een bordeel uit te baten. Bovendien had ze vele problemen met haar schuldeisers. In 1610 werd ze zelfs bijna vermoord door een van hen, waarna ze naar het huis van de aartsbisschop van Trier moest vluchten.
In januari 1627 stierf Cecilia op 86-jarige leeftijd, wat uitzonderlijk oud was voor die tijd. Ze werd begraven onder de vloer van de kerk van Rodemachern.

## Huwelijk en nakomelingen
Op 11 november 1564 huwde Cecilia met markgraaf Christoffel II van Baden-Rodemachern (1537-1575). Ze kregen de volgende kinderen:
- Eduard Fortunatus (1565-1600), markgraaf van Baden-Rodemachern en vanaf 1588 markgraaf van Baden-Baden
- Christoffel Gustaaf (1566-1609)
- Filips III (1567-1620), markgraaf van Baden-Rodemachern
- Karel (1569-1590)
- Bernhard (1570-1571)
- Johan Karel (1572-1599), trad toe tot de Orde van Sint-Jan

Ook had ze een onwettige dochter bij Francisco de Eraso:
- Caritas (1579-1629), werd kloosterzuster

## Kwartierstaat
| Johan Kristiernsson Vasa (ca. 1426-1477) | Johan Kristiernsson Vasa (ca. 1426-1477) | Johan Kristiernsson Vasa (ca. 1426-1477) | Johan Kristiernsson Vasa (ca. 1426-1477) | Johan Kristiernsson Vasa (ca. 1426-1477) | Johan Kristiernsson Vasa (ca. 1426-1477) | Birgitta Gustavsdotter Sture (overleden in 1472) | Birgitta Gustavsdotter Sture (overleden in 1472) | Birgitta Gustavsdotter Sture (overleden in 1472) | Birgitta Gustavsdotter Sture (overleden in 1472) | Birgitta Gustavsdotter Sture (overleden in 1472) | Birgitta Gustavsdotter Sture (overleden in 1472) |                                  |                                  | Måns Karlsson Eka (waarschijnlijk overleden in 1487) | Måns Karlsson Eka (waarschijnlijk overleden in 1487) | Måns Karlsson Eka (waarschijnlijk overleden in 1487) | Måns Karlsson Eka (waarschijnlijk overleden in 1487) | Måns Karlsson Eka (waarschijnlijk overleden in 1487) | Måns Karlsson Eka (waarschijnlijk overleden in 1487) | Sigrid Eskilsdotter Banér (overleden in 1527) | Sigrid Eskilsdotter Banér (overleden in 1527) | Sigrid Eskilsdotter Banér (overleden in 1527) | Sigrid Eskilsdotter Banér (overleden in 1527) | Sigrid Eskilsdotter Banér (overleden in 1527) | Sigrid Eskilsdotter Banér (overleden in 1527) |                             |                             | Abraham Kristiernsson Leijonhufvud (overleden in 1499) | Abraham Kristiernsson Leijonhufvud (overleden in 1499) | Abraham Kristiernsson Leijonhufvud (overleden in 1499) | Abraham Kristiernsson Leijonhufvud (overleden in 1499) | Abraham Kristiernsson Leijonhufvud (overleden in 1499) | Abraham Kristiernsson Leijonhufvud (overleden in 1499) | Birgitta Månsdotter (1491-1549)                   | Birgitta Månsdotter (1491-1549)                   | Birgitta Månsdotter (1491-1549)                   | Birgitta Månsdotter (1491-1549)                   | Birgitta Månsdotter (1491-1549)     | Birgitta Månsdotter (1491-1549)     |                                     |                                     | Erik Karlsson Vasa (1436-1491)      | Erik Karlsson Vasa (1436-1491)      | Erik Karlsson Vasa (1436-1491)        | Erik Karlsson Vasa (1436-1491)        | Erik Karlsson Vasa (1436-1491)        | Erik Karlsson Vasa (1436-1491)        | Anna Karlsdotter (overleden in 1552)  | Anna Karlsdotter (overleden in 1552)  | Anna Karlsdotter (overleden in 1552) | Anna Karlsdotter (overleden in 1552) | Anna Karlsdotter (overleden in 1552) | Anna Karlsdotter (overleden in 1552) |  |  |  |  |  |  |  |  |  |  |  |  |  |  |  |  |  |  |  |  |  |  |  |  |  |  |  |  |  |  |  |  |  |  |  |  |  |  |  |  |  |  |  |  |  |  |  |  |
| Johan Kristiernsson Vasa (ca. 1426-1477) | Johan Kristiernsson Vasa (ca. 1426-1477) | Johan Kristiernsson Vasa (ca. 1426-1477) | Johan Kristiernsson Vasa (ca. 1426-1477) | Johan Kristiernsson Vasa (ca. 1426-1477) | Johan Kristiernsson Vasa (ca. 1426-1477) | Birgitta Gustavsdotter Sture (overleden in 1472) | Birgitta Gustavsdotter Sture (overleden in 1472) | Birgitta Gustavsdotter Sture (overleden in 1472) | Birgitta Gustavsdotter Sture (overleden in 1472) | Birgitta Gustavsdotter Sture (overleden in 1472) | Birgitta Gustavsdotter Sture (overleden in 1472) |                                  |                                  | Måns Karlsson Eka (waarschijnlijk overleden in 1487) | Måns Karlsson Eka (waarschijnlijk overleden in 1487) | Måns Karlsson Eka (waarschijnlijk overleden in 1487) | Måns Karlsson Eka (waarschijnlijk overleden in 1487) | Måns Karlsson Eka (waarschijnlijk overleden in 1487) | Måns Karlsson Eka (waarschijnlijk overleden in 1487) | Sigrid Eskilsdotter Banér (overleden in 1527) | Sigrid Eskilsdotter Banér (overleden in 1527) | Sigrid Eskilsdotter Banér (overleden in 1527) | Sigrid Eskilsdotter Banér (overleden in 1527) | Sigrid Eskilsdotter Banér (overleden in 1527) | Sigrid Eskilsdotter Banér (overleden in 1527) |                             |                             | Abraham Kristiernsson Leijonhufvud (overleden in 1499) | Abraham Kristiernsson Leijonhufvud (overleden in 1499) | Abraham Kristiernsson Leijonhufvud (overleden in 1499) | Abraham Kristiernsson Leijonhufvud (overleden in 1499) | Abraham Kristiernsson Leijonhufvud (overleden in 1499) | Abraham Kristiernsson Leijonhufvud (overleden in 1499) | Birgitta Månsdotter (1491-1549)                   | Birgitta Månsdotter (1491-1549)                   | Birgitta Månsdotter (1491-1549)                   | Birgitta Månsdotter (1491-1549)                   | Birgitta Månsdotter (1491-1549)     | Birgitta Månsdotter (1491-1549)     |                                     |                                     | Erik Karlsson Vasa (1436-1491)      | Erik Karlsson Vasa (1436-1491)      | Erik Karlsson Vasa (1436-1491)        | Erik Karlsson Vasa (1436-1491)        | Erik Karlsson Vasa (1436-1491)        | Erik Karlsson Vasa (1436-1491)        | Anna Karlsdotter (overleden in 1552)  | Anna Karlsdotter (overleden in 1552)  | Anna Karlsdotter (overleden in 1552) | Anna Karlsdotter (overleden in 1552) | Anna Karlsdotter (overleden in 1552) | Anna Karlsdotter (overleden in 1552) |  |  |  |  |  |  |  |  |  |  |  |  |  |  |  |  |  |  |  |  |  |  |  |  |  |  |  |  |  |  |  |  |  |  |  |  |  |  |  |  |  |  |  |  |  |  |  |  |
|                                          |                                          |                                          |                                          |                                          |                                          |                                                  |                                                  |                                                  |                                                  |                                                  |                                                  |                                  |                                  |                                                      |                                                      |                                                      |                                                      |                                                      |                                                      |                                               |                                               |                                               |                                               |                                               |                                               |                             |                             |                                                        |                                                        |                                                        |                                                        |                                                        |                                                        |                                                   |                                                   |                                                   |                                                   |                                     |                                     |                                     |                                     |                                     |                                     |                                       |                                       |                                       |                                       |                                       |                                       |                                      |                                      |                                      |                                      |  |  |  |  |  |  |  |  |  |  |  |  |  |  |  |  |  |  |  |  |  |  |  |  |  |  |  |  |  |  |  |  |  |  |  |  |  |  |  |  |  |  |  |  |  |  |  |  |
|                                          |                                          |                                          |                                          | Erik Johansson (ca. 1470-1520)           | Erik Johansson (ca. 1470-1520)           | Erik Johansson (ca. 1470-1520)                   | Erik Johansson (ca. 1470-1520)                   | Erik Johansson (ca. 1470-1520)                   | Erik Johansson (ca. 1470-1520)                   |                                                  |                                                  |                                  |                                  |                                                      |                                                      | Cecilia Månsdotter Eka (ca. 1476-1523)               | Cecilia Månsdotter Eka (ca. 1476-1523)               | Cecilia Månsdotter Eka (ca. 1476-1523)               | Cecilia Månsdotter Eka (ca. 1476-1523)               | Cecilia Månsdotter Eka (ca. 1476-1523)        | Cecilia Månsdotter Eka (ca. 1476-1523)        |                                               |                                               |                                               |                                               |                             |                             |                                                        |                                                        |                                                        |                                                        | Erik Abrahamsson Leijonhufvud (overleden in 1520)      | Erik Abrahamsson Leijonhufvud (overleden in 1520)      | Erik Abrahamsson Leijonhufvud (overleden in 1520) | Erik Abrahamsson Leijonhufvud (overleden in 1520) | Erik Abrahamsson Leijonhufvud (overleden in 1520) | Erik Abrahamsson Leijonhufvud (overleden in 1520) |                                     |                                     |                                     |                                     |                                     |                                     | Ebba Eriksdotter Vasa (ca. 1490-1549) | Ebba Eriksdotter Vasa (ca. 1490-1549) | Ebba Eriksdotter Vasa (ca. 1490-1549) | Ebba Eriksdotter Vasa (ca. 1490-1549) | Ebba Eriksdotter Vasa (ca. 1490-1549) | Ebba Eriksdotter Vasa (ca. 1490-1549) |                                      |                                      |                                      |                                      |  |  |  |  |  |  |  |  |  |  |  |  |  |  |  |  |  |  |  |  |  |  |  |  |  |  |  |  |  |  |  |  |  |  |  |  |  |  |  |  |  |  |  |  |  |  |  |  |
|                                          |                                          |                                          |                                          | Erik Johansson (ca. 1470-1520)           | Erik Johansson (ca. 1470-1520)           | Erik Johansson (ca. 1470-1520)                   | Erik Johansson (ca. 1470-1520)                   | Erik Johansson (ca. 1470-1520)                   | Erik Johansson (ca. 1470-1520)                   |                                                  |                                                  |                                  |                                  |                                                      |                                                      | Cecilia Månsdotter Eka (ca. 1476-1523)               | Cecilia Månsdotter Eka (ca. 1476-1523)               | Cecilia Månsdotter Eka (ca. 1476-1523)               | Cecilia Månsdotter Eka (ca. 1476-1523)               | Cecilia Månsdotter Eka (ca. 1476-1523)        | Cecilia Månsdotter Eka (ca. 1476-1523)        |                                               |                                               |                                               |                                               |                             |                             |                                                        |                                                        |                                                        |                                                        | Erik Abrahamsson Leijonhufvud (overleden in 1520)      | Erik Abrahamsson Leijonhufvud (overleden in 1520)      | Erik Abrahamsson Leijonhufvud (overleden in 1520) | Erik Abrahamsson Leijonhufvud (overleden in 1520) | Erik Abrahamsson Leijonhufvud (overleden in 1520) | Erik Abrahamsson Leijonhufvud (overleden in 1520) |                                     |                                     |                                     |                                     |                                     |                                     | Ebba Eriksdotter Vasa (ca. 1490-1549) | Ebba Eriksdotter Vasa (ca. 1490-1549) | Ebba Eriksdotter Vasa (ca. 1490-1549) | Ebba Eriksdotter Vasa (ca. 1490-1549) | Ebba Eriksdotter Vasa (ca. 1490-1549) | Ebba Eriksdotter Vasa (ca. 1490-1549) |                                      |                                      |                                      |                                      |  |  |  |  |  |  |  |  |  |  |  |  |  |  |  |  |  |  |  |  |  |  |  |  |  |  |  |  |  |  |  |  |  |  |  |  |  |  |  |  |  |  |  |  |  |  |  |  |
|                                          |                                          |                                          |                                          |                                          |                                          |                                                  |                                                  |                                                  |                                                  | Gustaaf I van Zweden (1496-1560)                 | Gustaaf I van Zweden (1496-1560)                 | Gustaaf I van Zweden (1496-1560) | Gustaaf I van Zweden (1496-1560) | Gustaaf I van Zweden (1496-1560)                     | Gustaaf I van Zweden (1496-1560)                     |                                                      |                                                      |                                                      |                                                      |                                               |                                               |                                               |                                               |                                               |                                               |                             |                             |                                                        |                                                        |                                                        |                                                        |                                                        |                                                        |                                                   |                                                   |                                                   |                                                   | Margaretha Leijonhufvud (1516-1551) | Margaretha Leijonhufvud (1516-1551) | Margaretha Leijonhufvud (1516-1551) | Margaretha Leijonhufvud (1516-1551) | Margaretha Leijonhufvud (1516-1551) | Margaretha Leijonhufvud (1516-1551) |                                       |                                       |                                       |                                       |                                       |                                       |                                      |                                      |                                      |                                      |  |  |  |  |  |  |  |  |  |  |  |  |  |  |  |  |  |  |  |  |  |  |  |  |  |  |  |  |  |  |  |  |  |  |  |  |  |  |  |  |  |  |  |  |  |  |  |  |
|                                          |                                          |                                          |                                          |                                          |                                          |                                                  |                                                  |                                                  |                                                  | Gustaaf I van Zweden (1496-1560)                 | Gustaaf I van Zweden (1496-1560)                 | Gustaaf I van Zweden (1496-1560) | Gustaaf I van Zweden (1496-1560) | Gustaaf I van Zweden (1496-1560)                     | Gustaaf I van Zweden (1496-1560)                     |                                                      |                                                      |                                                      |                                                      |                                               |                                               |                                               |                                               |                                               |                                               |                             |                             |                                                        |                                                        |                                                        |                                                        |                                                        |                                                        |                                                   |                                                   |                                                   |                                                   | Margaretha Leijonhufvud (1516-1551) | Margaretha Leijonhufvud (1516-1551) | Margaretha Leijonhufvud (1516-1551) | Margaretha Leijonhufvud (1516-1551) | Margaretha Leijonhufvud (1516-1551) | Margaretha Leijonhufvud (1516-1551) |                                       |                                       |                                       |                                       |                                       |                                       |                                      |                                      |                                      |                                      |  |  |  |  |  |  |  |  |  |  |  |  |  |  |  |  |  |  |  |  |  |  |  |  |  |  |  |  |  |  |  |  |  |  |  |  |  |  |  |  |  |  |  |  |  |  |  |  |
|                                          |                                          |                                          |                                          |                                          |                                          |                                                  |                                                  |                                                  |                                                  |                                                  |                                                  |                                  |                                  |                                                      |                                                      |                                                      |                                                      |                                                      |                                                      |                                               |                                               |                                               |                                               |                                               |                                               |                             |                             |                                                        |                                                        |                                                        |                                                        |                                                        |                                                        |                                                   |                                                   |                                                   |                                                   |                                     |                                     |                                     |                                     |                                     |                                     |                                       |                                       |                                       |                                       |                                       |                                       |                                      |                                      |                                      |                                      |  |  |  |  |  |  |  |  |  |  |  |  |  |  |  |  |  |  |  |  |  |  |  |  |  |  |  |  |  |  |  |  |  |  |  |  |  |  |  |  |  |  |  |  |  |  |  |  |
|                                          |                                          |                                          |                                          |                                          |                                          |                                                  |                                                  |                                                  |                                                  |                                                  |                                                  |                                  |                                  |                                                      |                                                      |                                                      |                                                      |                                                      |                                                      |                                               |                                               |                                               |                                               |                                               |                                               |                             |                             |                                                        |                                                        |                                                        |                                                        |                                                        |                                                        |                                                   |                                                   |                                                   |                                                   |                                     |                                     |                                     |                                     |                                     |                                     |                                       |                                       |                                       |                                       |                                       |                                       |                                      |                                      |                                      |                                      |  |  |  |  |  |  |  |  |  |  |  |  |  |  |  |  |  |  |  |  |  |  |  |  |  |  |  |  |  |  |  |  |  |  |  |  |  |  |  |  |  |  |  |  |  |  |  |  |
| Johan III van Zweden (1537-1592)         | Johan III van Zweden (1537-1592)         | Johan III van Zweden (1537-1592)         | Johan III van Zweden (1537-1592)         | Johan III van Zweden (1537-1592)         | Johan III van Zweden (1537-1592)         |                                                  |                                                  | Catharina van Zweden (1539-1610)                 | Catharina van Zweden (1539-1610)                 | Catharina van Zweden (1539-1610)                 | Catharina van Zweden (1539-1610)                 | Catharina van Zweden (1539-1610) | Catharina van Zweden (1539-1610) |                                                      |                                                      | Cecilia van Zweden (1540-1627)                       | Cecilia van Zweden (1540-1627)                       | Cecilia van Zweden (1540-1627)                       | Cecilia van Zweden (1540-1627)                       | Cecilia van Zweden (1540-1627)                | Cecilia van Zweden (1540-1627)                |                                               |                                               | Anna van Zweden (1545-1610)                   | Anna van Zweden (1545-1610)                   | Anna van Zweden (1545-1610) | Anna van Zweden (1545-1610) | Anna van Zweden (1545-1610)                            | Anna van Zweden (1545-1610)                            |                                                        |                                                        | Elisabeth van Zweden (1549-1597)                       | Elisabeth van Zweden (1549-1597)                       | Elisabeth van Zweden (1549-1597)                  | Elisabeth van Zweden (1549-1597)                  | Elisabeth van Zweden (1549-1597)                  | Elisabeth van Zweden (1549-1597)                  |                                     |                                     | Karel IX van Zweden (1550-1611)     | Karel IX van Zweden (1550-1611)     | Karel IX van Zweden (1550-1611)     | Karel IX van Zweden (1550-1611)     | Karel IX van Zweden (1550-1611)       | Karel IX van Zweden (1550-1611)       |                                       |                                       | ... + 3 broers en 1 zuster            | ... + 3 broers en 1 zuster            | ... + 3 broers en 1 zuster           | ... + 3 broers en 1 zuster           | ... + 3 broers en 1 zuster           | ... + 3 broers en 1 zuster           |  |  |  |  |  |  |  |  |  |  |  |  |  |  |  |  |  |  |  |  |  |  |  |  |  |  |  |  |  |  |  |  |  |  |  |  |  |  |  |  |  |  |  |  |  |  |  |  |